# Arroyo Gardens-La Tina Ranch
Arroyo Gardens-La Tina Ranch era un census-designated place (CDP) degli Stati Uniti d'America della contea di Cameron nello Stato del Texas. La popolazione era di 732 persone al censimento del 2000. Al censimento del 2010 si è diviso in due CDP chiamati Arroyo Gardens e La Tina Ranch. La comunità faceva parte dell'area metropolitana di Brownsville-Harlingen.

## Geografia fisica
Arroyo Gardens-La Tina Ranch era situata a 26°12′58″N 97°29′47″W (26.216092, -97.496506).
Secondo lo United States Census Bureau, ha un'area totale di 16,5 miglia quadrate (42,7 km²).

## Società

### Evoluzione demografica
Secondo il censimento del 2000, c'erano 732 persone.

### Etnie e minoranze straniere
Secondo il censimento del 2000, la composizione etnica della città era formata dal 96,45% di bianchi, lo 0,41% di nativi americani, il 2,73% di altre razze, e lo 0,41% di due o più etnie. Ispanici o latinos di qualunque razza erano il 95,22% della popolazione.